# Santanyí
Santanyí ist eine von 53 selbständigen Gemeinden auf der balearischen Mittelmeerinsel Mallorca. Sie liegt im Südosten der Insel und grenzt im Westen an die Gemeinde Ses Salines, im Norden an die Gemeinde Campos und im Osten an die Gemeinde Felanitx. Auf dem Gemeindegebiet liegen der Puig Gros (271 Meter) sowie der Pena Bosca (280 Meter) als höchste Erhebungen. Zum Gemeindegebiet von Santanyí gehört ein Küstenabschnitt von ca. 35 Kilometern. Dort findet man das Cap de ses Salines, das die südlichste Stelle der Insel Mallorca markiert.
Der Gemeindebezirk von Santanyí hat eine Fläche von 124,47 km² mit einer Einwohnerzahl von 12.887 (Stand: 2024). Das entspricht einer Bevölkerungsdichte von 103 Personen pro km². Im Jahr 2006 betrug der Ausländeranteil der Gemeinde 26,7 % (2979), der Anteil deutscher Einwohner 9,4 % (1053). Zum Gemeindebezirk gehören neben dem Verwaltungssitz Santanyí (3379 Einwohner im Jahre 2008) die Orte s’Alqueria Blanca (1075 Einwohner), Cala d’Or (4066 Einwohner), Cala Figuera (733 Einwohner), Cala Llombards (400 Einwohner), Cala Santanyí (370 Einwohner), Calonge (918 Einwohner), es Cap d’es Moro (134 Einwohner), es Llombards (567 Einwohner), Son Moja und Portopetro (633 Einwohner). Amtssprachen sind Katalanisch und Spanisch.

## Stadt Santanyí

### Lage
Die Stadt Santanyí befindet sich im äußersten Südosten Mallorcas. Sie ist Verwaltungssitz der Gemeinde Santanyí und ist 56 Kilometer von der Hauptstadt Palma entfernt und gut über das Straßennetz angebunden.

## Geschichte
Santanyí wurde im Jahre 1236 das erste Mal unter dem Namen Sancti Aini erwähnt. König Jaume II. hat Santanyi im Jahr 1300 das Stadtrecht verliehen. Über den Ursprung des Namens gibt es verschiedene Theorien. Die Gängigste nimmt an, dass der Name vom lateinischen Sanctus Agnus („Heiliges Schaf“) stammt. Das Schaf erscheint im Wappen der Gemeinde. Ebenso wie die Römer fanden sich die Araber im Gemeindegebiet von Santanyí. In der islamischen Epoche trug Santanyí den Namen Adia. Einige Ortsnamen wie s’Almunia lassen noch heute den Einfluss der islamischen Epoche erkennen. Im Jahr 1329 hatte Santanyí 570 Einwohner. 
In den folgenden Jahrhunderten war Santanyí mit seinen Küstenabschnitten immer wieder Schauplatz von Piratenüberfällen. Deshalb wurden in den Küstenorten zahlreiche Befestigungsanlagen errichtet. Erhalten und erwähnenswert sind: Sa torre Nova de Sa Roca Fesa (Cala Santanyí), Sa torre d’En Beu (Cala Figuera), Sa torre d’En Bossa (Portopetro) und das Fort Es Forti (Cala d'Or).
Mitte des 19. Jahrhunderts hatte Santanyí etwa 5400 Einwohner. Um 1960 gelangten dann die ersten Touristen nach Mallorca und somit auch nach Santanyí.
| Jahr      | 1842  | 1877  | 1887  | 1900  | 1910  | 1920  | 1930  | 1940  | 1950  | 1960  | 1970  | 1981  | 1991  | 2001  | 2011   |
| --------- | ----- | ----- | ----- | ----- | ----- | ----- | ----- | ----- | ----- | ----- | ----- | ----- | ----- | ----- | ------ |
| Einwohner | 5.439 | 6.145 | 5.908 | 6.699 | 6.692 | 7.217 | 5.804 | 5.461 | 5.260 | 5.170 | 5.431 | 5.870 | 6.956 | 8.875 | 13.095 |

## Sehenswürdigkeiten

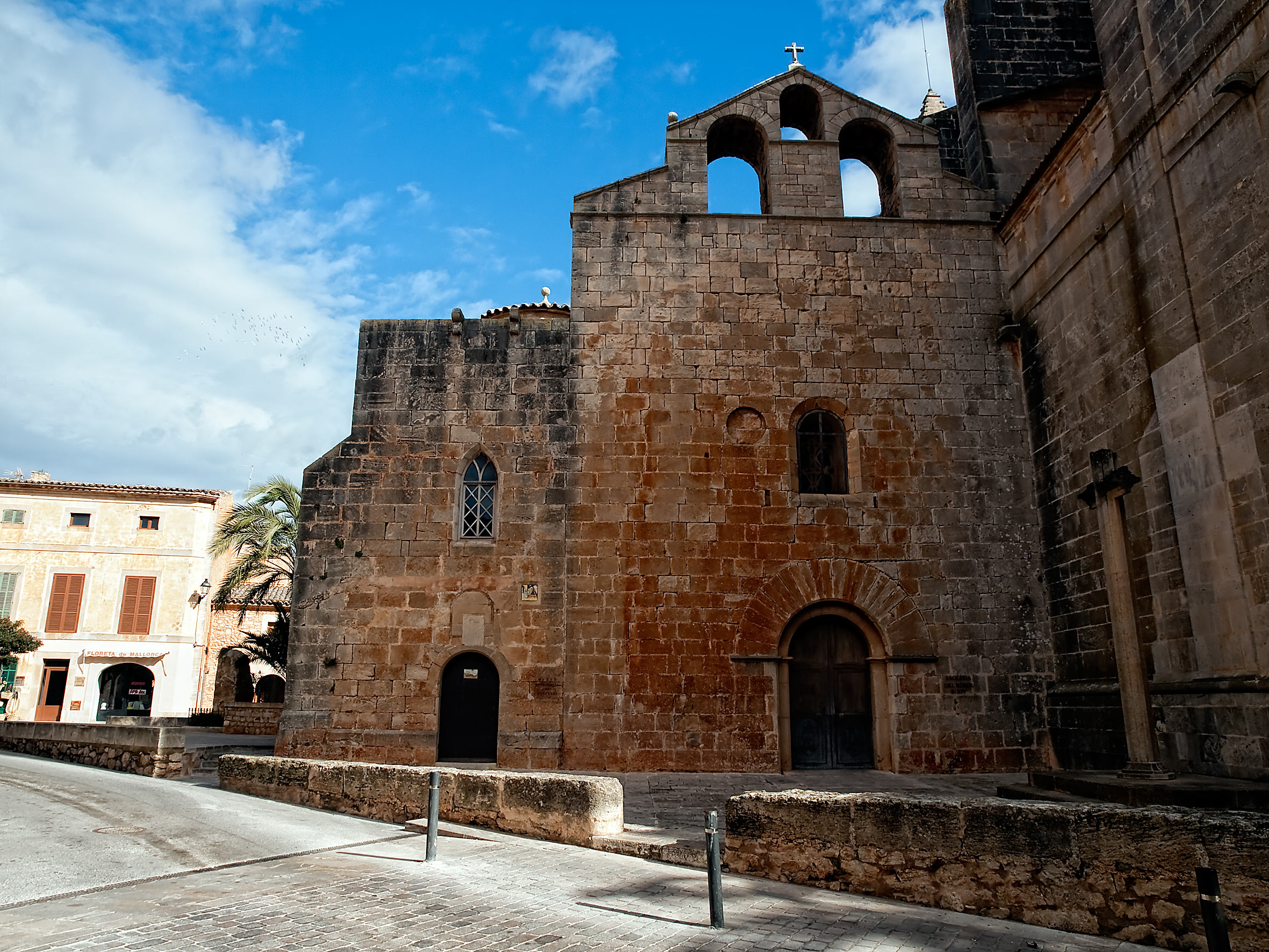
Rosenkranzkapelle

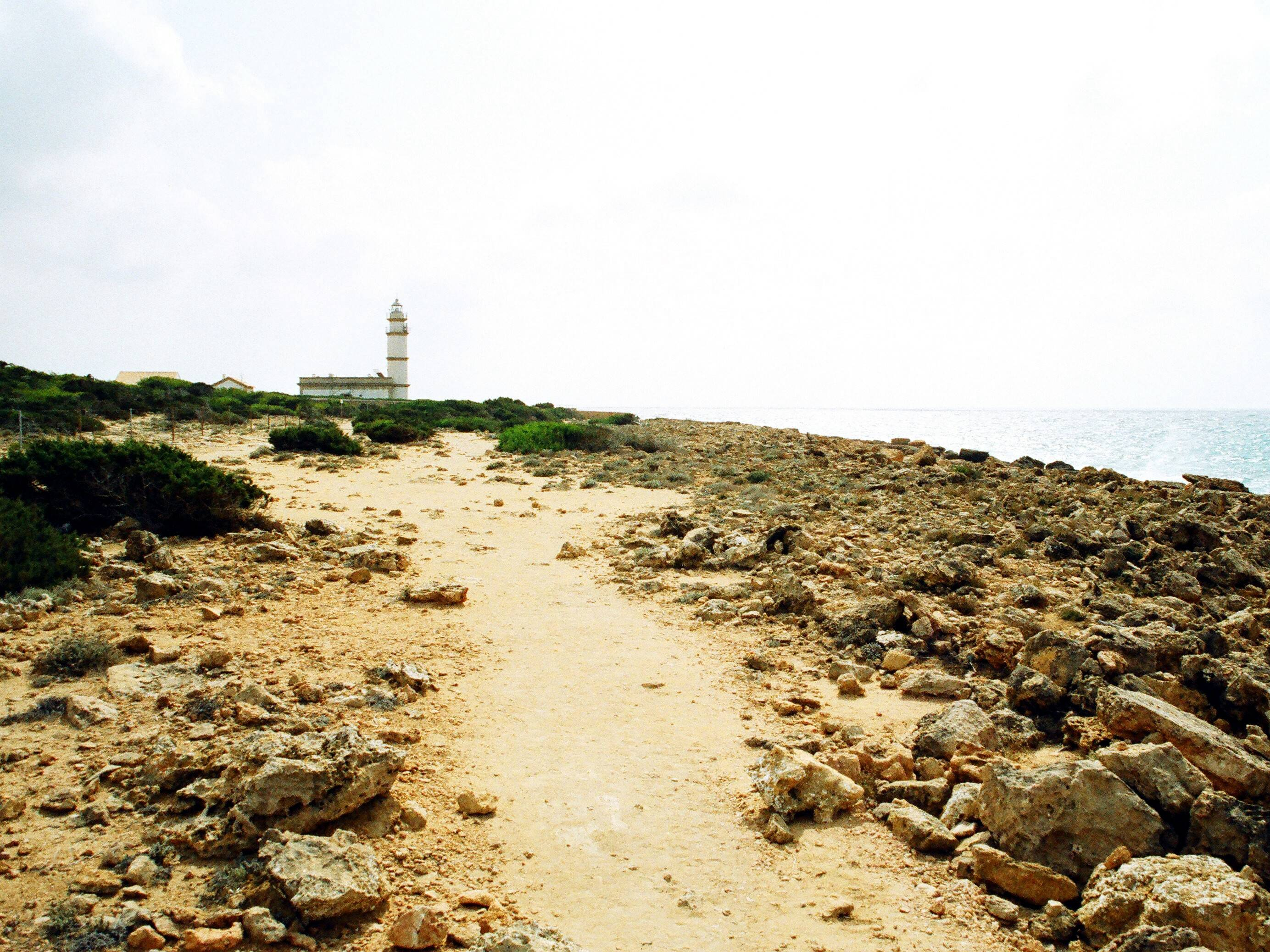
Cap de ses Salines

An der Plaça Major befindet sich die Kirche Sant Andreu aus dem 18. Jahrhundert. Sie beherbergt eine barocke Orgel, die ursprünglich aus dem Dominikanerkloster in Palma stammt. Viele berühmte Organisten haben dieses Instrument bereits bespielt, das von dem bekannten königlichen Orgelbauer Jordi Bosch erbaut wurde. Von ihm stammen unter anderem auch die Orgeln der Kathedralen von Sevilla und Murcia. Daneben im gleichen Gebäudekomplex befindet sich die Pfarrkirche Capella del Roser („Rosenkranzkapelle“) aus dem 14. Jahrhundert mit dem Kreuzrippengewölbe. Das Rathaus aus dem Jahre 1902 ist ebenfalls am Plaça Major zu finden.
In Richtung Palma befindet sich das alte Stadttor sa Porta Murada aus dem 14. Jahrhundert mit einem Turm aus dem 16. Jahrhundert, das den Rest der Stadtmauer darstellt. Das Tor, das aus Steinen vor Ort erbaut wurde, hat ein Wappen mit einem poetischen Text. Besonders erwähnenswert ist das Gefängnis im Inneren, das dazu diente, die Piraten einzusperren.
Das Santuari de la Consolació befindet sich nordwestlich in der Nähe von S´Alqueria Blanca. Das genaue Datum der Errichtung ist nicht bekannt, aber sie wurde 1523 erstmals urkundlich erwähnt. Vom Puig de Consolació hat man einen herrlichen Panoramablick auf Santanyí und die Ostküste Mallorcas.
Der Parc natural de Mondragó, ein Naturpark auf einer Fläche von 785 Hektar zwischen Portopetro und Cala Figuera, liegt etwa fünf Kilometer östlich von Santanyí. Er wurde 1992 von der Regierung eingerichtet. Das Naturschutzgebiet beheimatet seltene Orchideen, über 70 verschiedene Vogelarten und Bestände der vom Aussterben bedrohten heimischen Landschildkröten. Den Kern des Naturparks bilden die zwei Strände sa Font de n’Alis und s’Amarador.

### Nahegelegene Strände
von Osten nach Westen
- Ses Fonts de n’Alís (Cala Mondragó)
- Caló des Borgit (Cala Mondragó)
- S’Amarador (Cala Mondragó)
- Caló den Perdiu (Cala Mondragó)
- Cala Santanyí
- Cala Llombards
- Caló des Macs
- Caló des Moro
- Cala s’Almunia
- Caló des Savinar
- Caló des Màrmols
- Platja des Caragol

siehe auch: Strände und Buchten auf Mallorca

### Markt
- Jeden Mittwoch und Samstag vormittag -außer feiertags- findet zwischen 9 und 13 Uhr ein Wochenmarkt rund um die Plaça Major statt.

### Feste
- 17. Januar: Sant Antoni (Heiliger Antonius)
- 10. Februar: Santa Escolàstica (Heilige Scholastika)
- erster Sonntag im März: Dia del santuari del Puig de Consolació (Tag der Kapelle des Puig de Consolación)
- 25. Juli: Sant Jaume (Heiliger Jakob), Messe mit Chorkonzert in der Pfarrkirche, Umzug und Tanz auf der Plaça Major von lokal bedeutsamen Schutzheiligen (Bernardo, der der Legende nach die Sprache der Tiere und Vögel sprach; Barbara, die der Legende nach große Kraft besaß und Felsen zu Schutztürmen gegen anrückende Feinde formierte), sowie von Mann und Frau-Riesenfiguren (symbolisch für die einheimische Bevölkerung), Feuerwerk
- dritter Samstag im Oktober: Fira de Santanyí (Jahrmarkt in Santanyi)
- 30. November: Festivitat patronal de Sant Andreu (Patronatsfest von Sant Andreu)

## Persönlichkeiten
geboren
- Blai Bonet (1926–1997), Journalist, Dichter und Schriftsteller
- Llorenç Vidal i Vidal (* 1936), spanischer Pädagoge und Pazifist
- Jaume Munar (* 1997), spanischer Tennisspieler

verstorben
- Roger Horné (1946–2015), deutscher Journalist und Fernsehmoderator